# Liljeholmens båtklubb
Liljeholmens Båtklubb, LBK, är en svensk båtklubb bildad 29 juni 1923 av några båtägare från Hornstull i Stockholm. Klubbens hemmahamn (med plats för ca 80 båtar) ligger under Liljeholmsbron på Södermalmssidan. Klubben har en egen klubbholme, Aludden, som ligger i fjärden Långtarmen utanför Färingsö i Mälaren. Klubbholmens position är 59°18′35″N 17°43′8″Ö / 59.30972°N 17.71889°Ö